# Marcel Huber (Politiker)

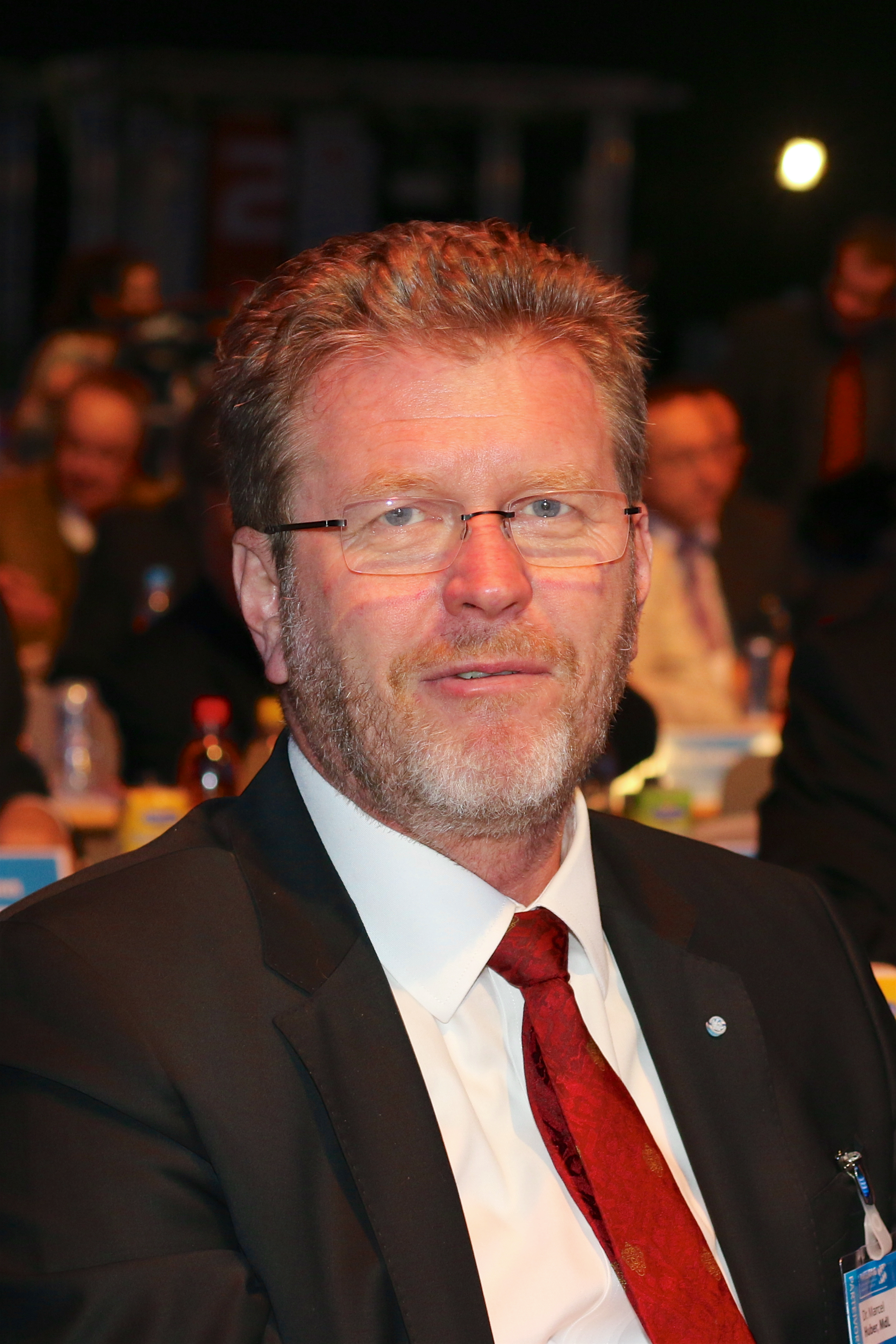
Marcel Huber auf dem CSU-Parteitag 2015

Marcel Huber (* 10. Januar 1958 in Mühldorf am Inn) ist ein ehemaliger deutscher Politiker (CSU) und war von 2003 bis 2022 Mitglied des Bayerischen Landtags. Zum 15. Januar 2022 legte er sein Mandat aufgrund einer schweren Erkrankung seiner Frau nieder.
Er gehörte nach Oktober 2007 in verschiedenen Ämtern der bayerischen Staatsregierung an, unter anderem je zweimal als Leiter der Staatskanzlei (2011 und 2014–2018) und als Umweltminister (2011–2014 und 2018). Seit Ende 2009 ist Huber ferner Vorsitzender des Katholischen Männervereins Tuntenhausen.

## Leben
Huber wurde als Sohn des Verwaltungsbeamten Rudolf Huber und der Lehrerin Marianne Huber, geboren und wuchs in Ampfing auf. Nach dem Besuch der Grundschule wechselte er auf das Ruperti-Gymnasium Mühldorf a.Inn, das er 1976, als Schüler einer Springerklasse ein Jahr früher als normal, mit dem Abitur abschloss. Im Anschluss nahm er an der Ludwig-Maximilians-Universität (LMU) in München ein Studium der Veterinärmedizin auf.
Nach dem Staatsexamen in Tiermedizin 1981 ging Huber für ein Jahr in die freie Praxis. In den Jahren 1982/84 arbeitete er als Assistent von Professor Horst Kräußlich am Lehrstuhl für Tierzucht der LMU München und promovierte dort 1983 mit Untersuchungen über Klauenparameter an Jungbullen in den bayerischen Eigenleistungsprüfungsanstalten zum Dr. med. vet. Seit 1984 ist er angestellter Tierarzt beim Tiergesundheitsdienst Bayern e. V. (TGD). 1988 wurde er Fachtierarzt für Schweine und fungiert seit 1997 als Leiter der Abteilung Schweinegesundheitsdienst im TGD.
Huber ist römisch-katholisch, seit 1982 mit Adelgunde verheiratet und hat drei Kinder, darunter Tobias M. Huber.

## Politik

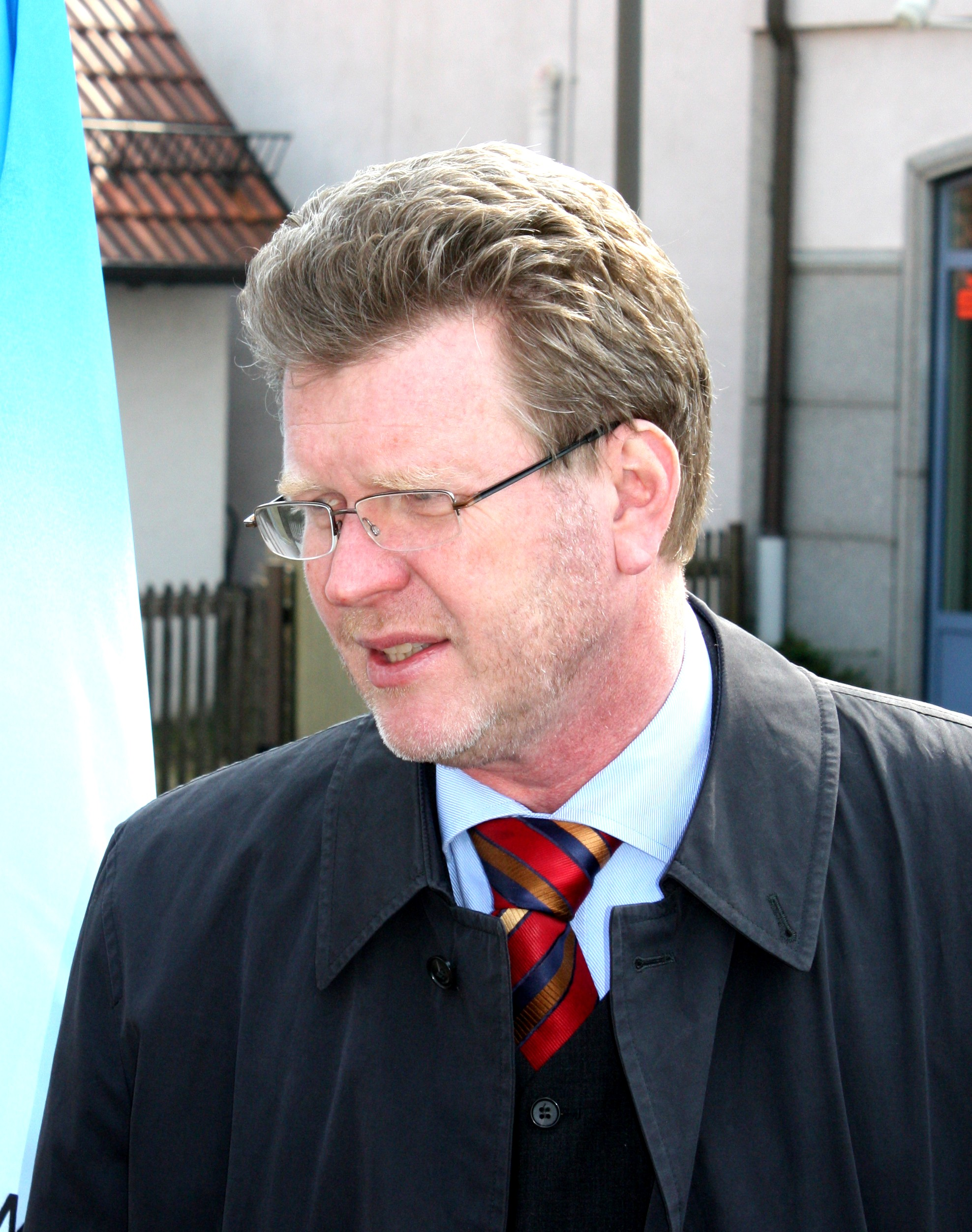
Marcel Huber im Straßenwahlkampf, 2011

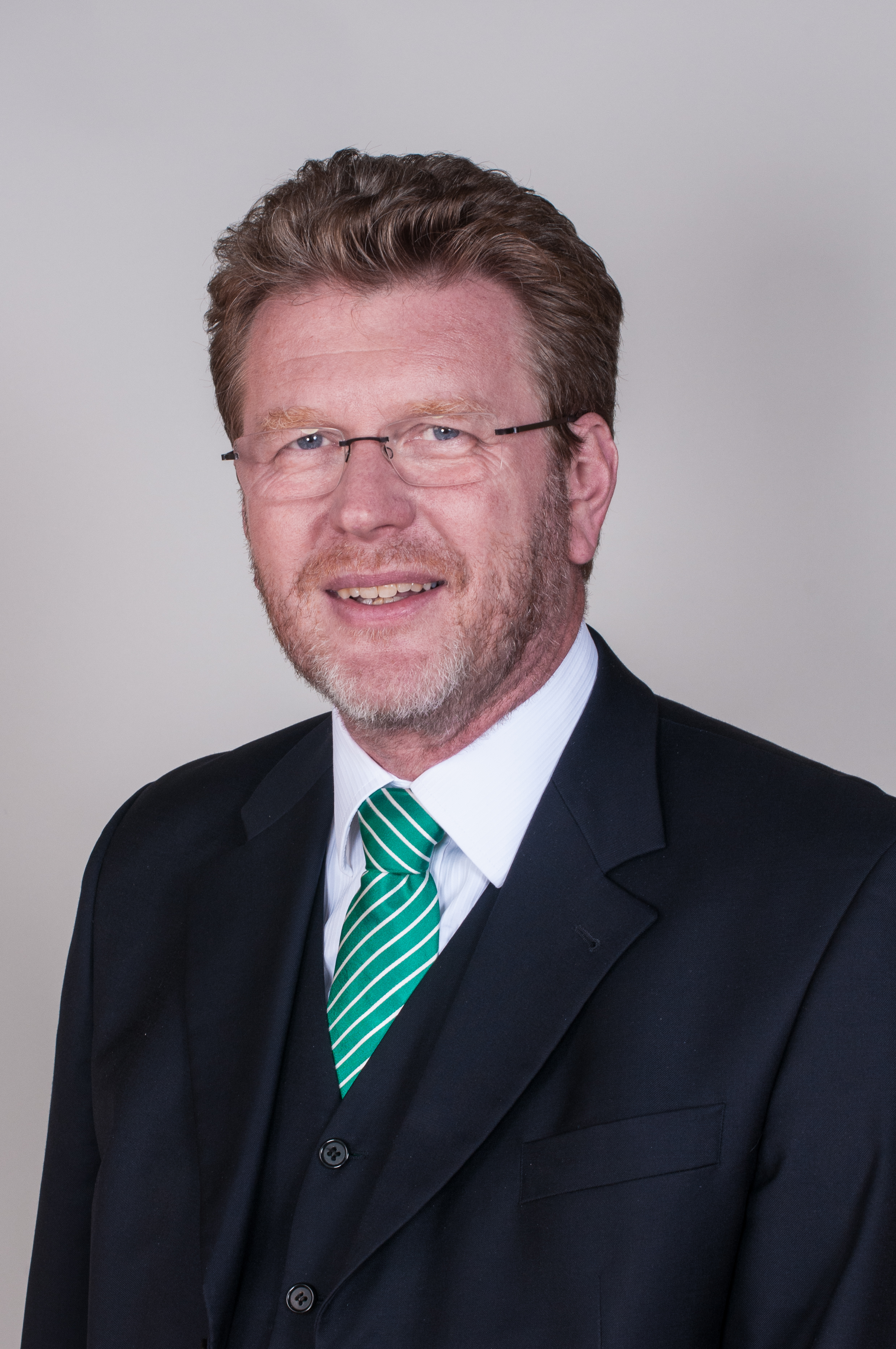
Marcel Huber, 2012

Im Mai 2003 übernahm Huber den Vorsitz des CSU-Kreisverbandes Mühldorf a. Inn. Bei der Landtagswahl 2003 errang er als Direktkandidat im Stimmkreis 121 (Mühldorf am Inn) 71,4 Prozent der Stimmen und zog erstmals in den Bayerischen Landtag ein. Dort gehörte er den Ausschüssen für Fragen des öffentlichen Dienstes und für Umwelt und Verbraucherschutz. Zudem war er Mitglied des Untersuchungsausschusses Wildfleisch und Verbraucherschutz.
Im Oktober 2007 berief ihn der neu gewählte Bayerische Ministerpräsident Günther Beckstein als Staatssekretär im Staatsministerium für Umwelt, Gesundheit und Verbraucherschutz in sein Kabinett.
Bei der Landtagswahl 2008 erreichte Huber mit 54,1 % das landesweit beste Erststimmenergebnis. Nachdem seine als sicher geglaubte Berufung zum Landwirtschaftsminister am Widerstand mehrerer CSU-Bezirksverbände gegen die Berufung zu vieler oberbayerischer Minister gescheitert war, gehörte Huber als Staatssekretär im Kultusministerium dem Kabinett Seehofer I an.
Bei der Landtagswahl 2013 wurde er mit 63,1 % wiedergewählt.
Nach der Ernennung Siegfried Schneiders zum Präsidenten der Bayerischen Landeszentrale für neue Medien übernahm Huber am 17. März 2011 die Leitung der Bayerischen Staatskanzlei. Damit war er auch Vorstandsvorsitzender des MedienCampus Bayern, des Dachverbands für die Medienaus- und -Fortbildung. Von 4. November 2011 bis 10. Oktober 2013 war Huber Bayerischer Staatsminister für Umwelt und Gesundheit. Zum 10. Oktober 2013 wurden aus dem Bayerischen Staatsministerium für Umwelt und Gesundheit zwei eigenständige Staatsministerien gebildet, das Staatsministerium für Umwelt und Verbraucherschutz sowie das Staatsministerium für Gesundheit und Pflege, weshalb Huber bis 5. September 2014 das Amt des bayerischen Staatsministers für Umwelt und Verbraucherschutz innehatte.
Bis zum 10. Oktober 2014 war er als Mitglied der Landesregierung auch Ordentliches Kommissionsmitglied in der Kommission Lagerung hoch radioaktiver Abfallstoffe (Endlagerkommission) gemäß § 3 Standortauswahlgesetz.
Nachdem Christine Haderthauer am 1. September im Zuge der Modellauto-Affäre zurückgetreten war, übernahm Huber deren Ämter als Leiter der Staatskanzlei und Staatsminister für Bundesangelegenheiten und Sonderaufgaben. Er übernahm auch Haderthauers Stelle im Rundfunkrat des Bayerischen Rundfunks. Er hatte diese Ämter bis zum Rücktritt von Ministerpräsident Seehofer am 13. März 2018 inne.
Vom 21. März 2018 bis 12. November 2018 übte er im Kabinett Söder I erneut das Amt des bayerischen Staatsministers für Umwelt und Verbraucherschutz aus.
Bei der Landtagswahl 2018 verteidigte er das Direktmandat im Stimmkreis Mühldorf mit 48,2 %. In der neuen Landesregierung wurde Thorsten Glauber von den Freien Wählern neuer Umweltminister. Des Weiteren war Huber Mitglied des Ausschusses für Wohnen, Bau und Verkehr im Bayerischen Landtag.

### Asylrecht
Bei einer Kabinettssitzung der Bayerischen Staatsregierung im Oktober 2014 forderte Huber vom Bund eine „nationale Kraftanstrengung“ zur Bewältigung des Zustroms an Asylbewerbern. Nach einem Hungerstreik von Asylbewerbern in München im November 2014 warf Huber diesen Undankbarkeit vor und lehnte deren Forderung nach sofortiger Anerkennung mit Hinweis auf rechtliche Verfahren als „indiskutabel“ ab.
Im Januar 2015 übte Huber in einem Interview mit der Passauer Neuen Presse deutliche Kritik an der Dauer der laufenden Asylverfahren, die zu hohen Kosten bei den Ländern führten. Bei Menschen, die „offensichtlich keinen Asylgrund“ hätten, müsse das Verfahren „in 14 Tagen erledigt sein“. Den starken Anstieg von Asylbewerbern aus dem Kosovo bezeichnete Huber im Februar 2015 als „organisierten Missbrauch des Asylrechts“, der die deutschen Behörden überfordere und staatsgefährdend sei.

### Ehe
Eine Initiative der SPD zur gleichgeschlechtlichen Ehe lehnte Huber im Juni 2015 ab. Huber beschrieb die Ehe als Keimzelle der Gesellschaft. Zwar habe sich die Welt gewandelt und andere Lebensformen seien Teil der Gesellschaft, aber eine Eheschließung zwischen Mann und Frau habe eine „andere Dimension“, bekräftigte Huber.

### Rückzug aus der Politik
Anfang Januar 2022 gab Huber seinen Rückzug aus der Politik bekannt und legte mit Wirkung zum 15. des Monats sein Landtagsmandat nieder, um sich um seine schwer kranke Frau zu kümmern.

## Sonstiges Engagement
Seit Ende 2009 ist Marcel Huber Vorsitzender des Katholischen Männervereins Tuntenhausen.
Marcel Huber ist langjähriges Mitglied der Freiwilligen Feuerwehr Ampfing und war bis 2009 deren Kommandant. In seiner Freizeit baut er Krippen, in der Adventszeit kümmert er sich auch um die Krippe in der Ampfinger Kirche. Mit Basstuba und Kontrabass beteiligt er die Ampfinger Bläsergruppe bei festlichen Anlässen.
Ab 2013 amtierte Huber als Präsident des Musikbundes von Ober- und Niederbayern (MON). Für den 113. Offizierlehrgang der Offizierschule der Luftwaffe fungiert er als Mentor.
Anfang 2017 wurde Huber als Ehrenmitglied der katholischen Studentenverbindung KDStV Aenania München im CV aufgenommen.
2019 übernahm er von Georg Fahrenschon den Vorstandsvorsitz des Vereins der Freunde und Förderer des Zentrums für Umwelt und Kultur in Benediktbeuern.
Am 14. November 2020 wurde Huber als Nachfolger von Thomas Goppel einstimmig zum Präsidenten des Bayerischen Musikrates gewählt.
Mit dem Abschied aus der Politik im Januar 2022 zog sich Huber auch von vielen Ehrenamtspositionen zurück (u. a. als Präsident des MON und Präsident des Bayerischen Musikrats).

## Auszeichnungen
- 2014: Bayerischer Verdienstorden
- 2021: Bairische Sprachwurzel[35]